# Lliga de Campions Femenina de la UEFA 2022-23
La Lliga de Campions Femenina de la UEFA 2022-2023 fou la vint-i-dosena edició del campionat d'Europa femení de futbol de clubs. El torneig va començar el 18 d'agost de 2022 i va concloure el 3 de juny de 2023 amb la final, que va tenir lloc al Philips Stadion d'Eindhoven, Països Baixos, i on es va imposar el Futbol Club Barcelona.

## Format
El format de la competició s'ha mantingut inalterat respecte a l'edició anterior, incloent-hi per segona vegada una fase de grups amb partits d'anada i tornada. A la fase de grups participen 16 equips, que es divideixen en quatre grups de quatre equips cadascun, que s'enfronten en partits a doble sentit durant un total de sis jornades. Quatre equips es classifiquen directament a la fase de grups, mentre que els dotze restants obtenen la plaça a través de la fase de classificació, que consta d'un camí de campions (de la qual es classifiquen set equips) i una de lliga (de la qual es classifiquen cinc equips). La fase de grups és seguida de la fase eliminatòria, que comença amb els quarts de final, a la qual es classifiquen els dos primers dels quatre grups.
Un total de 71 equips de 49 federacions membres de la UEFA diferents participen en el torneig 2022-23. El coeficient UEFA s'utilitza per determinar el nombre de participants per a cada associació:
- Les associacions del número 1 al número 6 tenen dret a inscriure tres equips.
- Les associacions del número 7 al número 16 tenen dret a inscriure dos equips.
- Totes les altres associacions només poden incloure un equip per a la fase de classificació.
- L'equip guanyador de l'edició 2021-22 adquireix el dret d'inscripció encara que no s'hagi classificat per al torneig a la temporada nacional 2021-22. Com que l'Olympique Lionnais va guanyar la lliga francesa 2021-22, aquesta regla no s'aplicava.[5]

## Classificació
Per a la Lliga de Campions Femenina 2022-23, els equips se'ls assignen places en funció del seu coeficient per a l'any 2021, que té en compte el seu rendiment en competicions europees des de la temporada 2016-17 fins a la temporada 2020-21. Rússia ha estat suspesa per la UEFA després de la seva invasió d'Ucraïna i com a resultat, els clubs russos no són elegibles per a les competicions de clubs masculins i femenins organitzades per la UEFA.
| Pos. | Associació      | Coef.  | Equips |
| ---- | --------------- | ------ | ------ |
| 1    | França          | 92,000 | 3      |
| 2    | Alemanya        | 75,500 | 3      |
| 3    | Anglaterra      | 68,500 | 3      |
| 4    | Espanya         | 64,000 | 3      |
| 5    | Suècia          | 40,500 | 3      |
| 6    | República Txeca | 36,500 | 3      |
| 7    | Dinamarca       | 34,500 | 2      |
| 8    | Països Baixos   | 30,000 | 2      |
| 9    | Kazakhstan      | 28,500 | 2      |
| 10   | Itàlia          | 26,000 | 2      |
| 11   | Islàndia        | 25,000 | 2      |
| 12   | Noruega         | 24,000 | 2      |
| 13   | Escòcia         | 23,000 | 2      |
| 14   | Suïssa          | 23,000 | 2      |
| 15   | Belarús         | 21,000 | 2      |
| 16   | Àustria         | 20,000 | 2      |
| 17   | Rússia          | 17,500 | 0      |
| 18   | Xipre           | 16,000 | 1      |
| 19   | Lituània        | 15,500 | 1      |

| Pos. | Associació           | Coef.  | Equips |
| ---- | -------------------- | ------ | ------ |
| 20   | Sèrbia               | 14,500 | 1      |
| 21   | Polònia              | 14,500 | 1      |
| 22   | Ucraïna              | 13,000 | 1      |
| 23   | Portugal             | 13,000 | 1      |
| 24   | Bòsnia i Hercegovina | 12,000 | 1      |
| 25   | Bèlgica              | 11,500 | 1      |
| 26   | Romania              | 10,000 | 1      |
| 27   | Albània              | 9,000  | 1      |
| 28   | Hongria              | 9,000  | 1      |
| 29   | Finlàndia            | 8,500  | 1      |
| 30   | Turquia              | 7,500  | 1      |
| 31   | Grècia               | 7,500  | 1      |
| 32   | Eslovènia            | 7,000  | 1      |
| 33   | Croàcia              | 7,000  | 1      |
| 34   | Irlanda              | 6,500  | 1      |
| 35   | Kosovo               | 5,000  | 1      |
| 36   | Eslovàquia           | 5,000  | 1      |
| 37   | Israel               | 5,000  | 1      |

| Pos. | Associació       | Coef. | Equips |
| ---- | ---------------- | ----- | ------ |
| 38   | Bulgària         | 4,500 | 1      |
| 39   | Gal·les          | 4,500 | 1      |
| 40   | Estònia          | 4,500 | 1      |
| 41   | Montenegro       | 4,000 | 1      |
| 42   | Geòrgia          | 3,000 | 1      |
| 43   | Illes Fèroe      | 3,000 | 1      |
| 44   | Irlanda del Nord | 2,000 | 1      |
| 45   | Malta            | 1,500 | 1      |
| 46   | Moldàvia         | 1,500 | 1      |
| 47   | Armènia          | 1,000 | 1      |
| 47   | Letònia          | 1,000 | 1      |
| 47   | Macedònia        | 1,000 | 1      |
| 47   | Luxemburg        | 1,000 | 1      |
| SP   | Azerbaidjan      | NP    |        |
| SP   | Gibraltar        | NP    |        |
| SP   | Andorra          | —     | SL     |
| SP   | Liechtenstein    | —     | SL     |
| SP   | San Marino       | —     | SL     |

Llegenda:
- (NP) - No participa
- (SP) - Sense posició (l'associació no va participar en les cinc temporades utilitzades per al càlcul dels coeficients)

## Equips participants
La llista següent conté els equips classificats per al torneig i que competeixen per a l'edició actual. Amb DT s'indicava el defensor del títol, amb 1r l'equip campió nacional, amb 2n i 3r el segon i tercer classificat, respectivament. Per als feroesos de KÍ Klaksvík i el bosnià de SFK 2000 aquesta és la vintena participació a la competició, amb SFK 2000 establint el rècord de vint participacions consecutives.
| Ronda d'ingrès | Ronda d'ingrès | Equips                     | Equips                      | Equips                | Equips                |
| -------------- | -------------- | -------------------------- | --------------------------- | --------------------- | --------------------- |
| Fase de grups  | Fase de grups  | Olympique Lyonnais DT (1r) | Wolfsburg (1r)              | Chelsea (1r)          | F.C. Barcelona (1r)   |
|                |                |                            |                             |                       |                       |
| Segona ronda   | Campions       | Rosengård (1r)             | Slavia Praga (1r)           | HB Køge (1r)          |                       |
| Segona ronda   | Lliga          | Paris Saint-Germain (2n)   | Bayern Múnic (2n)           | Arsenal (2n)          | Real Sociedad (2n)    |
| Segona ronda   | Lliga          | BK Häcken (2n)             | Sparta Praga (2n)           |                       |                       |
|                |                |                            |                             |                       |                       |
| Primera ronda  | Campions       | Twente (1r)                | BIIK Kazygurt (1r)          | Juventus (1r)         | Valur (1r)            |
| Primera ronda  | Campions       | Brann (1r)                 | Rangers (1r)                | Zuric (1r)            | Dynamo-BDU Minsk (1r) |
| Primera ronda  | Campions       | St. Pölten (1r)            | Apollōn Lemesou (1r)        | Gintra (1r)           | Spartak Subotica (1r) |
| Primera ronda  | Campions       | SMS Łódź (1r)              | Žytlobud-2 Charkiv (1r)     | Benfica (CN)          | SFK 2000 (1r)         |
| Primera ronda  | Campions       | Anderlecht (1r)            | Olimpia Cluj (1r)           | Vllaznia (1r)         | Ferencváros (1r)      |
| Primera ronda  | Campions       | KuPS (1r)                  | ALG Spor (1r)               | PAOK (1r)             | Pomurje (1r)          |
| Primera ronda  | Campions       | Spalato (1r)               | Shelbourne (1r)             | Hajvalia (1r)         | Spartak Myjava (1r)   |
| Primera ronda  | Campions       | Kiryat Gat (1r)            | Locomotiv Stara Zagora (1r) | Swansea City (1r)     | Flora Tallinn (1r)    |
| Primera ronda  | Campions       | Breznica (1r)              | Lanchkhuti (1r)             | KI Klaksvik (1r)      | Glentoran (1r)        |
| Primera ronda  | Campions       | Birkirkara (1r)            | Agarista-ȘS Anenii Noi (1r) | Rigas FS (1r)         | Ljuboten (1r)         |
| Primera ronda  | Campions       | RFCU Luxemburg (1r)        | Hayasa (1r)                 |                       |                       |
| Primera ronda  | Lliga          | Paris FC (3r)              | Eintracht Francfurt (3r)    | Manchester City (3r)  | Real Madrid (3r)      |
| Primera ronda  | Lliga          | Kristianstads DFF (3ª)     | Slovácko (3r)               | Fortuna Hjørring (2n) | Ajax (2n)             |
| Primera ronda  | Lliga          | Tomiris-Turan (2n)         | Roma (2n)                   | Breiðablik (2n)       | Rosenborg (2n)        |
| Primera ronda  | Lliga          | Glasgow City (2n)          | Servette Chênois (2n)       | FK Minsk (2n)         | Sturm Graz (2n)       |

## Rondes i sortejos
La UEFA va fixar el calendari de competicions i els aparellaments que es necessitaran en el torneig a la seva seu de Nyon, Suïssa.
| Fase                          | Fase                          | Data del sorgeig      | Anada                                         | Tornada                                       |
| ----------------------------- | ----------------------------- | --------------------- | --------------------------------------------- | --------------------------------------------- |
| Primera ronda classificatòria | Primera ronda classificatòria | 24 de juny de 2022    | 18 d'agost de 2022 (semifinals)               | 21 d'agost de 2022 (finals)                   |
| Segona ronda classificatòria  | Segona ronda classificatòria  | 1 de setembre de 2022 | 20-21 de setembre de 2022                     | 28-29 de setembre de 2022                     |
| Fase de grups                 | Primer dia                    | 3 d'octubre de 2022   | 19-20 d'octubre de 2022                       | 19-20 d'octubre de 2022                       |
| Fase de grups                 | Segon dia                     | 3 d'octubre de 2022   | 20-27 d'octubre de 2022                       | 20-27 d'octubre de 2022                       |
| Fase de grups                 | Tercer dia                    | 3 d'octubre de 2022   | 23-24 de novembre de 2022                     | 23-24 de novembre de 2022                     |
| Fase de grups                 | Quart dia                     | 3 d'octubre de 2022   | 7-8 de desembre de 2022                       | 7-8 de desembre de 2022                       |
| Fase de grups                 | Cinquè dia                    | 3 d'octubre de 2022   | 15-16 de desembre de 2022                     | 15-16 de desembre de 2022                     |
| Fase de grups                 | Sisè dia                      | 3 d'octubre de 2022   | 21-22 de desembre de 2022                     | 21-22 de desembre de 2022                     |
| Quarts de final               | Quarts de final               | 20 de gener de 2023   | 21-22 de març de 2023                         | 29-30 de març de 2023                         |
| Semifinals                    | Semifinals                    | 20 de gener de 2023   | 22-23 d'abril de 2023                         | 29-30 d'abril de 2023                         |
| Final                         | Final                         | 20 de gener de 2023   | 3-4 de juny de 2023 al PSV Stadium, Eindhoven | 3-4 de juny de 2023 al PSV Stadium, Eindhoven |

## Qualificació
Els equips de les dues últimes associacions del rànquing UEFA són admesos a la ronda preliminar i el guanyador passa a la primera ronda. La primera volta es desenvolupa segons un mini-torneig de quatre equips a partit únic i els 11 equips guanyadors dels mini-torneigs de la fase de campions i els 4 equips guanyadors de la fase de classificació són admesos a la segona ronda. La segona ronda és una eliminatòria a doble partits i els set guanyadors dels aparellaments de la fase de campions més els cinc guanyadors de la fase de lliga són admesos a la fase de grups.

### Primera ronda classificatòria
El sorteig de la primera ronda classificatòria es va celebrar el 24 de juny de 2022.

#### Camí de Campions
El Camí de Campions va incloure tots els campions de lliga que no es van classificar directament per a la fase de grups i va constar de les següents rondes:
- Ronda 1 (42 equips jugant semifinals a un sol partit, final i partit per tercer classificat): 42 equips inscrits en aquesta ronda.
- Ronda 2 (14 equips): tres equips que van participar en aquesta ronda i onze guanyadors de la final de la primera ronda.

A continuació es mostren els equips participants de la Camí de Campions (amb el seu coeficient de clubs de la UEFA), agrupats per les rondes inicials.
| Clau de colors                                               |
| ------------------------------------------------------------ |
| Els guanyadors de la segona ronda avancen a la Fase de grups |

| Equip        | Coef.  |
| ------------ | ------ |
| Slavia Praga | 47.366 |
| Rosengård    | 38.600 |
| HB Køge      | 9.550  |

| Equip                      | Coef.  |
| -------------------------- | ------ |
| Juventus                   | 30.900 |
| BIIK Kazygurt              | 30.600 |
| St. Pölten                 | 25.700 |
| Zuric                      | 22.500 |
| Gintra                     | 18.600 |
| Spartak Subotica           | 16.800 |
| Vllaznia                   | 14.400 |
| Twente                     | 13.900 |
| Benfica                    | 13.600 |
| Apollon Limassol           | 13.000 |
| Anderlecht                 | 12.400 |
| SFK 2000                   | 11.400 |
| FCU Olimpia Cluj           | 10.800 |
| Vorskla Poltava            | 10.200 |
| Valur                      | 8.350  |
| Ferencváros                | 8.300  |
| PAOK FC                    | 7.600  |
| ŽNK Pomurje                | 7.400  |
| ŽFK Breznica               | 6.000  |
| Dinamo-BGU Minsk           | 5.400  |
| FC Flora                   | 4.600  |
| Brann                      | 4.500  |
| Rangers W.F.C.             | 4.400  |
| WFC Lanchkhuti             | 3.800  |
| ŽNK Split                  | 3.700  |
| Racing FC Union Luxembourg | 3.600  |
| KI Klaksvik                | 3.600  |
| Shelbourne                 | 3.500  |
| Birkirkara                 | 3.000  |
| Swansea City               | 2.900  |
| Kiryat Gat                 | 2.800  |
| ALG Spor                   | 2.600  |
| Rīgas FS                   | 2.400  |
| Agarista-ȘS Anenii Noi     | 2.400  |
| Glentoran W.F.C.           | 2.200  |
| UKS SMS Łódź               | 2.200  |
| Kuopion Palloseura         | 1.900  |
| FC Hayasa                  | 1.400  |
| Lokomotiv Stara Zagora     | 1.200  |
| EP-COM Hajvalia            | 1.100  |
| Spartak Myjava             | 1.100  |
| ŽFK Ljuboten               | 0.400  |

#### Camí de la Lliga
El camí de la lliga inclou tots els equips que no es són campions de les seves respectives lligues l'any anterior i consta de les següents rondes:
- Ronda 1 (16 equips jugant semifinals a un sol partit, final i partit per tercer classificat): 16 equips que participen en aquesta ronda.
- Ronda 2 (10 equips): sis equips que participen en aquesta ronda i quatre guanyadors de la final de la primera ronda.

A continuació es mostren els equips participants del camí de la Lliga (amb el seu coeficient de clubs de la UEFA), agrupats per les rondes inicials.
| Clau de colors                                               |
| ------------------------------------------------------------ |
| Els guanyadors de la segona ronda avancen a la Fase de grups |

| Equip               | Coef.  |
| ------------------- | ------ |
| Paris Saint-Germain | 85.666 |
| Bayern de Múnic     | 84.133 |
| Arsenal             | 39.200 |
| Sparta Praga        | 34.766 |
| BK Häcken           | 20.833 |
| Real Sociedad       | 13.233 |

| Equip               | Coef.  |
| ------------------- | ------ |
| Manchester City     | 63.200 |
| Glasgow City        | 33.400 |
| Fortuna Hjørring    | 28.550 |
| Real Madrid         | 26.233 |
| FK Minsk            | 23.400 |
| Ajax                | 20.900 |
| Breiðablik          | 17.850 |
| Paris FC            | 17.666 |
| Eintracht Frankfurt | 15.133 |
| Servette FC Chênois | 10.500 |
| Kristianstads DFF   | 8.833  |
| Slovácko            | 7.766  |
| Sturm Graz          | 6.700  |
| Rosenborg           | 6.500  |
| Roma                | 5.900  |
| Tomiris-Turan       | 4.600  |

#### Camí de Campions

##### Torneig 1
Organitzat per ŽNK Pomurje.
|  | Semifinals  | Semifinals      |             |   | Final | Final |
|  |             |                 |             |   |       |       |
|  | 18 agost    |                 |             |   |       |       |
|  |             |                 |             |   |       |       |
|  | Valur       | 2               |             |   |       |       |
|  | Valur       | 2               | 21 agost    |   |       |       |
|  | Hayasa      | 0               |             |   |       |       |
|  | Hayasa      | 0               | Valur       | 3 |       |       |
|  | 18 agost    |                 | Valur       | 3 |       |       |
|  |             | Shelbourne F.C. | 0           |   |       |       |
|  | ŽNK Pomurje | Shelbourne F.C. | 0           | 0 |       |       |
|  | ŽNK Pomurje |                 |             | 0 |       |       |
|  | Shelbourne  | 1               |             |   |       |       |
|  | Shelbourne  | 1               | Tercer lloc |   |       |       |
|  |             |                 |             |   |       |       |
|  | 21 agost    |                 |             |   |       |       |
|  |             |                 |             |   |       |       |
|  | Hayasa      | 1               |             |   |       |       |
|  | Hayasa      | 1               |             |   |       |       |
|  | ŽNK Pomurje | 2               |             |   |       |       |

##### Torneig 2
Organitzat per PAOK FC.
|  | Semifinals     | Semifinals     |             |   | Final | Final |
|  |                |                |             |   |       |       |
|  | 18 agost       |                |             |   |       |       |
|  |                |                |             |   |       |       |
|  | PAOK FC        | 2              |             |   |       |       |
|  | PAOK FC        | 2              | 21 agost    |   |       |       |
|  | Swansea City   | 0              |             |   |       |       |
|  | Swansea City   | 0              | PAOK FC     | 0 |       |       |
|  | 18 agost       |                | PAOK FC     | 0 |       |       |
|  |                | Rangers W.F.C. | 4           |   |       |       |
|  | Ferencváros    | Rangers W.F.C. | 4           | 1 |       |       |
|  | Ferencváros    |                |             | 1 |       |       |
|  | Rangers W.F.C. | 3              |             |   |       |       |
|  | Rangers W.F.C. | 3              | Tercer lloc |   |       |       |
|  |                |                |             |   |       |       |
|  | 21 agost       |                |             |   |       |       |
|  |                |                |             |   |       |       |
|  | Swansea City   | 0              |             |   |       |       |
|  | Swansea City   | 0              |             |   |       |       |
|  | Ferencváros    | 7              |             |   |       |       |

##### Torneig 3
Organitzat per ŽNK Split.
|  | Semifinals        | Semifinals    |                   |   | Final | Final |
|  |                   |               |                   |   |       |       |
|  | 18 agost          |               |                   |   |       |       |
|  |                   |               |                   |   |       |       |
|  | Vorskla-Kharkiv-2 | 5             |                   |   |       |       |
|  | Vorskla-Kharkiv-2 | 5             | 21 agost          |   |       |       |
|  | WFC Lanchkhuti    | 0             |                   |   |       |       |
|  | WFC Lanchkhuti    | 0             | Vorskla-Kharkiv-2 | 2 |       |       |
|  | 18 agost          |               | Vorskla-Kharkiv-2 | 2 |       |       |
|  |                   | BIIK Kazygurt | 0                 |   |       |       |
|  | BIIK Kazygurt     | BIIK Kazygurt | 0                 | 5 |       |       |
|  | BIIK Kazygurt     |               |                   | 5 |       |       |
|  | ŽNK Split         | 1             |                   |   |       |       |
|  | ŽNK Split         | 1             | Tercer lloc       |   |       |       |
|  |                   |               |                   |   |       |       |
|  | 21 agost          |               |                   |   |       |       |
|  |                   |               |                   |   |       |       |
|  | WFC Lanchkhuti    | 0             |                   |   |       |       |
|  | WFC Lanchkhuti    | 0             |                   |   |       |       |
|  | ŽNK Split         | 2             |                   |   |       |       |

##### Torneig 4
Organitzat per Apollon Limassol.
|  | Semifinals       | Semifinals |                  |   | Final | Final |
|  |                  |            |                  |   |       |       |
|  | 18 agost         |            |                  |   |       |       |
|  |                  |            |                  |   |       |       |
|  | Apollon Limassol | 3          |                  |   |       |       |
|  | Apollon Limassol | 3          | 21 agost         |   |       |       |
|  | Rīgas FS         | 0          |                  |   |       |       |
|  | Rīgas FS         | 0          | Apollon Limassol | 0 |       |       |
|  | 18 agost         |            | Apollon Limassol | 0 |       |       |
|  |                  | Zuric      | 1                |   |       |       |
|  | Zuric            | Zuric      | 1                | 6 |       |       |
|  | Zuric            |            |                  | 6 |       |       |
|  | KI Klaksvik      | 0          |                  |   |       |       |
|  | KI Klaksvik      | 0          | Tercer lloc      |   |       |       |
|  |                  |            |                  |   |       |       |
|  | 21 agost         |            |                  |   |       |       |
|  |                  |            |                  |   |       |       |
|  | Rīgas FS (prò.)  | 2          |                  |   |       |       |
|  | Rīgas FS (prò.)  | 2          |                  |   |       |       |
|  | KI Klaksvik      | 1          |                  |   |       |       |

-

##### Torneig 5
Organitzat per UKS SMS Łódź.
|  | Semifinals     | Semifinals     |                                |       | Final | Final |
|  |                |                |                                |       |       |       |
|  | 18 agost       |                |                                |       |       |       |
|  |                |                |                                |       |       |       |
|  | Gintra         | 0              |                                |       |       |       |
|  | Gintra         | 0              | 21 agost                       |       |       |       |
|  | KuPS           | 2              |                                |       |       |       |
|  | KuPS           | 2              | Kuopion Palloseura (prò.) (p.) | 2 (4) |       |       |
|  | 18 agost       |                | Kuopion Palloseura (prò.) (p.) | 2 (4) |       |       |
|  |                | RSC Anderlecht | 2 (3)                          |       |       |       |
|  | RSC Anderlecht | RSC Anderlecht | 2 (3)                          | 3     |       |       |
|  | RSC Anderlecht |                |                                | 3     |       |       |
|  | UKS SMS Łódź   | 2              |                                |       |       |       |
|  | UKS SMS Łódź   | 2              | Tercer lloc                    |       |       |       |
|  |                |                |                                |       |       |       |
|  | 21 agost       |                |                                |       |       |       |
|  |                |                |                                |       |       |       |
|  | Gintra         | 0              |                                |       |       |       |
|  | Gintra         | 0              |                                |       |       |       |
|  | UKS SMS Łódź   | 1              |                                |       |       |       |

##### Torneig 6
Organitzat per Juventus.
|  | Semifinals                 | Semifinals |                 |   | Final | Final |
|  |                            |            |                 |   |       |       |
|  | 18 agost                   |            |                 |   |       |       |
|  |                            |            |                 |   |       |       |
|  | FC Flora                   | 0          |                 |   |       |       |
|  | FC Flora                   | 0          | 21 agost        |   |       |       |
|  | F.C. Kiryat Gat            | 5          |                 |   |       |       |
|  | F.C. Kiryat Gat            | 5          | F.C. Kiryat Gat | 1 |       |       |
|  | 18 agost                   |            | F.C. Kiryat Gat | 1 |       |       |
|  |                            | Juventus   | 3               |   |       |       |
|  | Juventus                   | Juventus   | 3               | 4 |       |       |
|  | Juventus                   |            |                 | 4 |       |       |
|  | Racing FC Union Luxembourg | 0          |                 |   |       |       |
|  | Racing FC Union Luxembourg | 0          | Tercer lloc     |   |       |       |
|  |                            |            |                 |   |       |       |
|  | 21 agost                   |            |                 |   |       |       |
|  |                            |            |                 |   |       |       |
|  | FC Flora                   | 1          |                 |   |       |       |
|  | FC Flora                   | 1          |                 |   |       |       |
|  | Racing FC Union Luxembourg | 3          |                 |   |       |       |

##### Tourneig 7
Organitzat per FCU Olimpia Cluj.
|  | Semifinals                   | Semifinals       |             |       | Final | Final |
|  |                              |                  |             |       |       |       |
|  | 18 agost                     |                  |             |       |       |       |
|  |                              |                  |             |       |       |       |
|  | SFK 2000                     | 4                |             |       |       |       |
|  | SFK 2000                     | 4                | 21 agost    |       |       |       |
|  | Birkirkara                   | 0                |             |       |       |       |
|  | Birkirkara                   | 0                | SFK 2000    | 2     |       |       |
|  | 18 agost                     |                  | SFK 2000    | 2     |       |       |
|  |                              | FCU Olimpia Cluj | 1           |       |       |       |
|  | FCU Olimpia Cluj (prò.) (p.) | FCU Olimpia Cluj | 1           | 0 (4) |       |       |
|  | FCU Olimpia Cluj (prò.) (p.) |                  |             | 0 (4) |       |       |
|  | Glentoran W.F.C.             | 0 (2)            |             |       |       |       |
|  | Glentoran W.F.C.             | 0 (2)            | Tercer lloc |       |       |       |
|  |                              |                  |             |       |       |       |
|  | 21 agost                     |                  |             |       |       |       |
|  |                              |                  |             |       |       |       |
|  | Birkirkara                   | 2                |             |       |       |       |
|  | Birkirkara                   | 2                |             |       |       |       |
|  | Glentoran W.F.C.             | 1                |             |       |       |       |

##### Tourneig 8
Organitzat per Twente.
|  | Semifinals             | Semifinals |             |    | Final | Final |
|  |                        |            |             |    |       |       |
|  | 18 agost               |            |             |    |       |       |
|  |                        |            |             |    |       |       |
|  | Benfica                | 9          |             |    |       |       |
|  | Benfica                | 9          | 21 agost    |    |       |       |
|  | EP-COM Hajvalia        | 0          |             |    |       |       |
|  | EP-COM Hajvalia        | 0          | Benfica     | 2  |       |       |
|  | 18 agost               |            | Benfica     | 2  |       |       |
|  |                        | Twente     | 1           |    |       |       |
|  | Twente                 | Twente     | 1           | 13 |       |       |
|  | Twente                 |            |             | 13 |       |       |
|  | Agarista-ȘS Anenii Noi | 0          |             |    |       |       |
|  | Agarista-ȘS Anenii Noi | 0          | Tercer lloc |    |       |       |
|  |                        |            |             |    |       |       |
|  | 21 agost               |            |             |    |       |       |
|  |                        |            |             |    |       |       |
|  | EP-COM Hajvalia        | 7          |             |    |       |       |
|  | EP-COM Hajvalia        | 7          |             |    |       |       |
|  | Agarista-ȘS Anenii Noi | 0          |             |    |       |       |

##### Tourneig 9
Organitzat per ŽFK Ljuboten.
|  | Semifinals             | Semifinals |                  |   | Final | Final |
|  |                        |            |                  |   |       |       |
|  | 18 August              |            |                  |   |       |       |
|  |                        |            |                  |   |       |       |
|  | Dinamo-BGU Minsk       | 5          |                  |   |       |       |
|  | Dinamo-BGU Minsk       | 5          | 21 August        |   |       |       |
|  | Lokomotiv Stara Zagora | 0          |                  |   |       |       |
|  | Lokomotiv Stara Zagora | 0          | Dinamo-BGU Minsk | 0 |       |       |
|  | 18 August              |            | Dinamo-BGU Minsk | 0 |       |       |
|  |                        | St. Pölten | 3                |   |       |       |
|  | St. Pölten             | St. Pölten | 3                | 7 |       |       |
|  | St. Pölten             |            |                  | 7 |       |       |
|  | ŽFK Ljuboten           | 0          |                  |   |       |       |
|  | ŽFK Ljuboten           | 0          | Tercer lloc      |   |       |       |
|  |                        |            |                  |   |       |       |
|  | 21 August              |            |                  |   |       |       |
|  |                        |            |                  |   |       |       |
|  | Lokomotiv Stara Zagora | 5          |                  |   |       |       |
|  | Lokomotiv Stara Zagora | 5          |                  |   |       |       |
|  | ŽFK Ljuboten           | 1          |                  |   |       |       |

##### Torneig 10
Organitzat per ŽFK Breznica.
|  | Semifinals     | Semifinals |                      |   | Final | Final |
|  |                |            |                      |   |       |       |
|  | 18 agost       |            |                      |   |       |       |
|  |                |            |                      |   |       |       |
|  | ŽFK Breznica   | 2          |                      |   |       |       |
|  | ŽFK Breznica   | 2          | 21 agost             |   |       |       |
|  | Spartak Myjava | 3          |                      |   |       |       |
|  | Spartak Myjava | 3          | Spartak Myjava       | 0 |       |       |
|  |                |            | Spartak Myjava       | 0 |       |       |
|  |                |            | KFF Vllaznia Shkodër | 1 |       |       |
|  |                |            | KFF Vllaznia Shkodër | 1 |       |       |
|  |                |            |                      |   |       |       |
|  |                |            |                      |   |       |       |
|  |                |            |                      |   |       |       |

##### Torneig 11
Organitzat per Spartak Subotica.
|  | Semifinals | Semifinals |                  |   | Final | Final |
|  |            |            |                  |   |       |       |
|  | 18 agost   |            |                  |   |       |       |
|  |            |            |                  |   |       |       |
|  | Brann      | 1          |                  |   |       |       |
|  | Brann      | 1          | 21 agost         |   |       |       |
|  | ALG Spor   | 0          |                  |   |       |       |
|  | ALG Spor   | 0          | Brann            | 3 |       |       |
|  |            |            | Brann            | 3 |       |       |
|  |            |            | Spartak Subotica | 1 |       |       |
|  |            |            | Spartak Subotica | 1 |       |       |
|  |            |            |                  |   |       |       |
|  |            |            |                  |   |       |       |
|  |            |            |                  |   |       |       |

#### Camí de la Lliga

##### Torneig 1
Organitzat per Glasgow City.
|  | Semifinals          | Semifinals            |             |       | Final | Final |
|  |                     |                       |             |       |       |       |
|  | 18 agost            |                       |             |       |       |       |
|  |                     |                       |             |       |       |       |
|  | Paris FC            | 3                     |             |       |       |       |
|  | Paris FC            | 3                     | 21 agost    |       |       |       |
|  | Servette FC Chênois | 0                     |             |       |       |       |
|  | Servette FC Chênois | 0                     | Paris FC    | 0 (4) |       |       |
|  | 18 agost            |                       | Paris FC    | 0 (4) |       |       |
|  |                     | A.S. Roma (prò.) (p.) | 0 (5)       |       |       |       |
|  | Glasgow City        | A.S. Roma (prò.) (p.) | 0 (5)       | 1     |       |       |
|  | Glasgow City        |                       |             | 1     |       |       |
|  | A.S. Roma           | 3                     |             |       |       |       |
|  | A.S. Roma           | 3                     | Tercer lloc |       |       |       |
|  |                     |                       |             |       |       |       |
|  | 21 agost            |                       |             |       |       |       |
|  |                     |                       |             |       |       |       |
|  | Servette FC Chênois | 1                     |             |       |       |       |
|  | Servette FC Chênois | 1                     |             |       |       |       |
|  | Glasgow City        | 0                     |             |       |       |       |

##### Torneig 2
Organitzat per Rosenborg BK Kvinner.
|  | Semifinals           | Semifinals           |             |   | Final | Final |
|  |                      |                      |             |   |       |       |
|  | 18 agost             |                      |             |   |       |       |
|  |                      |                      |             |   |       |       |
|  | FC Minsk             | 2                    |             |   |       |       |
|  | FC Minsk             | 2                    | 21 agost    |   |       |       |
|  | 1. FC Slovácko       | 1                    |             |   |       |       |
|  | 1. FC Slovácko       | 1                    | FC Minsk    | 0 |       |       |
|  | 18 agost             |                      | FC Minsk    | 0 |       |       |
|  |                      | Rosenborg BK Kvinner | 1           |   |       |       |
|  | Breiðablik           | Rosenborg BK Kvinner | 1           | 2 |       |       |
|  | Breiðablik           |                      |             | 2 |       |       |
|  | Rosenborg BK Kvinner | 4                    |             |   |       |       |
|  | Rosenborg BK Kvinner | 4                    | Tercer lloc |   |       |       |
|  |                      |                      |             |   |       |       |
|  | 21 agost             |                      |             |   |       |       |
|  |                      |                      |             |   |       |       |
|  | 1. FC Slovácko       | 0                    |             |   |       |       |
|  | 1. FC Slovácko       | 0                    |             |   |       |       |
|  | Breiðablik           | 3                    |             |   |       |       |

##### Torneig 3
Organitzat per Fortuna Hjørring.
|  | Semifinals               | Semifinals          |             |   | Final | Final |
|  |                          |                     |             |   |       |       |
|  | 18 August                |                     |             |   |       |       |
|  |                          |                     |             |   |       |       |
|  | Ajax                     | 3                   |             |   |       |       |
|  | Ajax                     | 3                   | 21 August   |   |       |       |
|  | Kristianstads DFF        | 1                   |             |   |       |       |
|  | Kristianstads DFF        | 1                   | Ajax        | 2 |       |       |
|  | 18 August                |                     | Ajax        | 2 |       |       |
|  |                          | Eintracht Frankfurt | 1           |   |       |       |
|  | Fortuna Hjørring         | Eintracht Frankfurt | 1           | 0 |       |       |
|  | Fortuna Hjørring         |                     |             | 0 |       |       |
|  | Eintracht Frankfurt      | 2                   |             |   |       |       |
|  | Eintracht Frankfurt      | 2                   | Tercer lloc |   |       |       |
|  |                          |                     |             |   |       |       |
|  | 21 August                |                     |             |   |       |       |
|  |                          |                     |             |   |       |       |
|  | Kristianstads DFF (prò.) | 3                   |             |   |       |       |
|  | Kristianstads DFF (prò.) | 3                   |             |   |       |       |
|  | Fortuna Hjørring         | 2                   |             |   |       |       |

##### Torneig 4
Organitzat per Real Madrid.
|  | Semifinals      | Semifinals  |                 |   | Final | Final |
|  |                 |             |                 |   |       |       |
|  | 18 agost        |             |                 |   |       |       |
|  |                 |             |                 |   |       |       |
|  | Manchester City | 6           |                 |   |       |       |
|  | Manchester City | 6           | 21 agost        |   |       |       |
|  | Tomiris-Turan   | 0           |                 |   |       |       |
|  | Tomiris-Turan   | 0           | Manchester City | 0 |       |       |
|  | 18 agost        |             | Manchester City | 0 |       |       |
|  |                 | Real Madrid | 1               |   |       |       |
|  | Real Madrid     | Real Madrid | 1               | 6 |       |       |
|  | Real Madrid     |             |                 | 6 |       |       |
|  | Sturm Graz      | 0           |                 |   |       |       |
|  | Sturm Graz      | 0           | Tercer lloc     |   |       |       |
|  |                 |             |                 |   |       |       |
|  | 21 agost        |             |                 |   |       |       |
|  |                 |             |                 |   |       |       |
|  | Sturm Graz      | 5           |                 |   |       |       |
|  | Sturm Graz      | 5           |                 |   |       |       |
|  | Tomiris-Turan   | 1           |                 |   |       |       |

### Segona ronda classificatòria
El sorteig de la ronda 2 es va celebrar l'1 de setembre de 2022 a les 13:00 CEST.
Un total de 24 equips van jugar a la ronda 2. Es van dividir en dues vies:
- Camí de campions (14 equips): tres equips que van participar en aquesta ronda, i 11 guanyadors de la Ronda 1 (Camí de campions).
- Camí de la Lliga (10 equips): sis equips que van participar en aquesta ronda, i quatre guanyadors de la Ronda 1 (Camí de la lliga).

La classificació d'equips es va basar en els seus coeficients de clubs de la UEFA del 2022, amb 7 equips cap de sèrie i 7 equips sense cap de sèrie a la Champions Path, i 5 equips cap de sèrie. i 5 equips sense cap de sèrie al Camí de la Lliga. Els equips de la mateixa associació de la Lliga Camí no es van poder empatar entre ells. El primer equip sortejat en cada eliminatòria seria l'equip local de l'anada.
| Amb coeficients de club                                                                        | Sense coeficients de club                                                                    |
| ---------------------------------------------------------------------------------------------- | -------------------------------------------------------------------------------------------- |
| - Slavia Praga - Rosengård - Juventus - St. Pölten - FC Zuric - KFF Vllaznia Shkodër - Benfica | - SFK 2000 - Vorskla Poltava - HB Køge - Valur - Brann - Rangers W.F.C. - Kuopion Palloseura |

| Amb coeficients de club                                                        | Sense coeficients de club                                             |
| ------------------------------------------------------------------------------ | --------------------------------------------------------------------- |
| - Paris Saint-Germain - Bayern de Múnic - Arsenal - Sparta Praga - Real Madrid | - Ajax - BK Häcken - Real Sociedad - Rosenborg BK Kvinner - A.S. Roma |

#### Resum
Els partits d'anada es van jugar els dies 20 i 21 de setembre de 2022 i els de tornada els dies 28 i 29 de setembre de 2022.
Els guanyadors de les eliminatòries van passar a la Fase de grups.
| Equip 1            | Global | Equip 2              | Anada | Tornada    |
| ------------------ | ------ | -------------------- | ----- | ---------- |
| FC Vorskla Poltava | 2–3    | KFF Vllaznia Shkodër | 1–1   | 1–2        |
| SFK 2000           | 0–10   | FC Zuric             | 0–7   | 0–3        |
| Rangers W.F.C.     | 3–5    | Benfica              | 2–3   | 1–2 (prò.) |
| Kuopion Palloseura | 2–3    | St. Pölten           | 0–1   | 2–2 (prò.) |
| Valur              | 0–1    | Slavia Praga         | 0–1   | 0–0        |
| Brann              | 2–4    | Rosengård            | 1–1   | 1–3        |
| HB Køge            | 1–3    | Juventus             | 1–1   | 0–2        |

| Equip 1              | Global | Equip 2         | Anada | Tornada |
| -------------------- | ------ | --------------- | ----- | ------- |
| Arsenal              | 3–2    | Ajax            | 2–2   | 1–0     |
| Paris Saint-Germain  | 4–1    | BK Häcken       | 2–1   | 2–0     |
| Real Sociedad        | 1–4    | Bayern de Múnic | 0–1   | 1–3     |
| Rosenborg BK Kvinner | 1–5    | Real Madrid     | 0–3   | 1–2     |
| Sparta Praga         | 2–6    | A.S. Roma       | 1–2   | 1–4     |

##### Camí de Campions
| FC Vorskla Poltava | 1–1     | KFF Vllaznia Shkodër |
| ------------------ | ------- | -------------------- |
| Kravchuk 66'       | Informe | Doçi 54'             |

| Vllaznia                    | 2–1     | Vorskla Poltava |
| --------------------------- | ------- | --------------- |
| Patterson 35' · Berisha 88' | Informe | * Korsun 85'    |

Vllaznia guanya 3–2 en el global.
| SFK 2000 | 0–7     | FC Zuric                                                                 |
| -------- | ------- | ------------------------------------------------------------------------ |
|          | Informe | Humm 6', 17', 62' · Vetterlein 45', 80' · Woś 87' · Slišković 90' (p.p.) |

| Zürich                       | 3–0     | SFK 2000 |
| ---------------------------- | ------- | -------- |
| Piubel 6', 29' · Pilgrim 72' | Informe |          |

Zuric guanya 10–0 en el global.
| Rangers W.F.C. | 2–3     | Benfica                        |
| -------------- | ------- | ------------------------------ |
| McCoy 25', 58' | Informe | Vitória 38', 57' · Pauleta 78' |

| Benfica                  | 2–1 (pr.) | Rangers    |
| ------------------------ | --------- | ---------- |
| Lacasse 93' · Silva 119' | Informe   | Watson 87' |

Benfica guanya 5–3 en el global.
| Kuopion Palloseura | 0–1     | St. Pölten |
| ------------------ | ------- | ---------- |
|                    | Informe | Zver 42'   |

| St. Pölten    | 2–2 (pr.) | KuPS                         |
| ------------- | --------- | ---------------------------- |
| Zver 6', 118' | Informe   | Hartikainen 28' · Kröger 32' |

St. Pölten guanya 3–2 en el global.
| Valur | 0–1     | Slavia Praga |
| ----- | ------- | ------------ |
|       | Informe | Kožárová 26' |

| Slavia Prague | 0–0     | Valur |
| ------------- | ------- | ----- |
|               | Informe |       |

Slavia Praga guanya 1–0 en el global.
| Brann              | 1–1     | Rosengård |
| ------------------ | ------- | --------- |
| Guðmundsdóttir 20' | Informe | Holdt 78' |

| Rosengård                        | 3–1     | Brann         |
| -------------------------------- | ------- | ------------- |
| Bredgaard 50' · Larsson 55', 70' | Informe | Brochmann 80' |

Rosengård guanya 4–2 en el global.
| HB Køge    | 1–1     | Juventus   |
| ---------- | ------- | ---------- |
| Pokorny 8' | Informe | Nildén 21' |

| Juventus                        | 2–0     | HB Køge |
| ------------------------------- | ------- | ------- |
| Gunnarsdóttir 11' · Cantore 77' | Informe |         |

Juventus guanya 3–1 en el global.

##### Camí de la Lliga
| Arsenal                              | 2–2     | Ajax                |
| ------------------------------------ | ------- | ------------------- |
| Blackstenius 23' · Little 57' (pen.) | Informe | * Leuchter 18', 83' |

| Ajax | 0–1     | Arsenal     |
| ---- | ------- | ----------- |
|      | Informe | Miedema 51' |

Arsenal guanya 3–2 en el global.
| Paris Saint-Germain     | 2–1     | BK Häcken FF       |
| ----------------------- | ------- | ------------------ |
| Martens 14' · Diani 86' | Informe | Bergman-Lundin 24' |

| BK Häcken | 0–2     | Paris Saint-Germain     |
| --------- | ------- | ----------------------- |
|           | Informe | Martens 53' · Diani 60' |

Paris Saint-Germain guanya 4–1 en el global.
| Real Sociedad | 0–1     | Bayern de Múnic |
| ------------- | ------- | --------------- |
|               | Informe | * Schüller 45'  |

| Bayern de Múnic                  | 3–1     | Real Sociedad |
| -------------------------------- | ------- | ------------- |
| Dallmann 18', 22' · Schüller 43' | Informe | Jensen 45'    |

Bayern de Múnic guanya 4–1 en el global.
| Rosenborg BK Kvinner | 0–3     | Real Madrid                 |
| -------------------- | ------- | --------------------------- |
|                      | Informe | Weir 14', 52' · Athenea 34' |

| Real Madrid            | 2–1     | Rosenborg  |
| ---------------------- | ------- | ---------- |
| Weir 48' · Athenea 61' | Informe | Nautnes 8' |

Real Madrid guanya 5–1 en el global.
| Sparta Praga   | 1–2     | A.S. Roma               |
| -------------- | ------- | ----------------------- |
| Martínková 51' | Informe | Bartoli 78' · Haavi 90' |

| Roma                                                  | 4–1     | Sparta Praga    |
| ----------------------------------------------------- | ------- | --------------- |
| Wenninger 35' · Andressa 55' · Minami 70' · Haavi 82' | Informe | Bertholdová 25' |

Roma guanya 6–2 en el global.

## Fase de grups
A la fase de grups participen 16 equips, dels quals 4 classificats directament, els 7 guanyadors de la segona fase de classificació en el camí de campions i els 5 guanyadors de la segona fase de classificació de la lliga. El sorteig es va celebrar el 3 d'octubre de 2022 i va veure els 16 equips dividits en quatre grups de quatre equips segons el coeficient UEFA dels clubs. Els dos primers de cada grup es classifiquen per a la fase eliminatòria.

### Grup A
| Pos | Equip               | Pt | J | G | E | P | GF | GC | DG  |
| --- | ------------------- | -- | - | - | - | - | -- | -- | --- |
| 1.  | Chelsea             | 16 | 6 | 5 | 1 | 0 | 19 | 1  | +18 |
| 2.  | Paris Saint-Germain | 13 | 6 | 3 | 1 | 2 | 11 | 5  | +6  |
| 3.  | Real Madrid         | 8  | 6 | 2 | 2 | 2 | 9  | 6  | +3  |
| 4.  | Vllaznia            | 0  | 6 | 0 | 0 | 6 | 1  | 28 | -27 |

| KFF Vllaznia Shkodër | 0–2     | Real Madrid                  |
| -------------------- | ------- | ---------------------------- |
|                      | Informe | Esther 54' · Olga 76' (pen.) |

| Paris Saint-Germain | 0–1     | Chelsea    |
| ------------------- | ------- | ---------- |
|                     | Informe | Bright 27' |

| Real Madrid | 0–0     | Paris Saint-Germain |
| ----------- | ------- | ------------------- |
|             | Informe |                     |

| Chelsea                                                       | 8–0     | KFF Vllaznia Shkodër |
| ------------------------------------------------------------- | ------- | -------------------- |
| Kerr 10', 37', 57', 60' · Harder 38', 72', 88' · Svitková 78' | Informe |                      |

| Paris Saint-Germain                                                                 | 5–0     | KFF Vllaznia Shkodër |
| ----------------------------------------------------------------------------------- | ------- | -------------------- |
| Geyoro 39' · Gjergji 44' (p.p.) · Bachmann 60' (pen.) · Baltimore 76' · Folquet 85' | Informe |                      |

| Chelsea                  | 2–0     | Real Madrid |
| ------------------------ | ------- | ----------- |
| Ingle 67' · Cuthbert 76' | Informe |             |

| KFF Vllaznia Shkodër | 0–4     | Paris Saint-Germain                                |
| -------------------- | ------- | -------------------------------------------------- |
|                      | Informe | Diani 19' (pen.), 36' · Bachmann 60' · Folquet 81' |

| Real Madrid | 1–1     | Chelsea                 |
| ----------- | ------- | ----------------------- |
| Weir 36'    | Informe | M. Rodríguez 59' (p.p.) |

| KFF Vllaznia Shkodër | 0–4     | Chelsea                                                    |
| -------------------- | ------- | ---------------------------------------------------------- |
|                      | Informe | Ingle 12' · Kirby 20' · Svitková 87' · Mjelde 90+3' (pen.) |

| Paris Saint-Germain               | 2-1     | Real Madrid |
| --------------------------------- | ------- | ----------- |
| De Almeida 15' · Diani 60' (pen.) | Informe | Zornoza 81' |

| Real Madrid                                                               | 5–1     | KFF Vllaznia Shkodër |
| ------------------------------------------------------------------------- | ------- | -------------------- |
| Weir 11' · T. Abelleira 19', 21' (pen.) · C. Camacho 78' · P. Partido 82' | Informe | Doci 5'              |

| Chelsea                   | 3-0     | Paris Saint-Germain |
| ------------------------- | ------- | ------------------- |
| Kerr 42' · James 55', 62' | Informe |                     |

### Grup B
| Pos | Equip         | Pt | J | G | E | P | GF | GC | DG  |
| --- | ------------- | -- | - | - | - | - | -- | -- | --- |
| 1.  | VfL Wolfsburg | 14 | 6 | 4 | 2 | 0 | 19 | 5  | +8  |
| 2.  | A.S. Roma     | 13 | 6 | 4 | 1 | 1 | 16 | 8  | +8  |
| 3.  | St. Pölten    | 4  | 6 | 1 | 1 | 4 | 7  | 22 | -15 |
| 4.  | Slavia Praga  | 2  | 6 | 0 | 2 | 4 | 1  | 8  | -7  |

| VfL Wolfsburg                            | 4–0     | St. Pölten |
| ---------------------------------------- | ------- | ---------- |
| Pajor 8', 15' · Lattwein 56' · Roord 90' | Informe |            |

| A.S. Roma    | 1–0     | Slavia Praga |
| ------------ | ------- | ------------ |
| Giacinti 62' | Informe |              |

| St. Pölten                                        | 3–4     | A.S. Roma                                              |
| ------------------------------------------------- | ------- | ------------------------------------------------------ |
| Eder 30' (pen.) · Schumacher 46' · Mikolajová 89' | Informe | Linari 75' · Giacinti 77' · Giugliano 80' · Lázaro 87' |

| Slavia Praga | 0–2     | VfL Wolfsburg         |
| ------------ | ------- | --------------------- |
|              | Informe | Brand 11' · Pajor 76' |

| Slavia Praga | 0–1     | St. Pölten       |
| ------------ | ------- | ---------------- |
|              | Informe | Mikolajová 90+1' |

| A.S. Roma   | 1–1     | VfL Wolfsburg |
| ----------- | ------- | ------------- |
| Giacinti 3' | Informe | Pajor 33'     |

| VfL Wolfsburg                                  | 4–2     | A.S. Roma                     |
| ---------------------------------------------- | ------- | ----------------------------- |
| Pajor 24', 53' · Jónsdóttir 40' · Lattwein 52' | Informe | Andressa Alves 42' · Haug 76' |

| St. Pölten | 1-1     | Slavia Praga  |
| ---------- | ------- | ------------- |
| Zver 40'   | Informe | Růžičková 27' |

| A.S. Roma                                             | 5-0     | St. Pölten |
| ----------------------------------------------------- | ------- | ---------- |
| Serturini 34' · Glionna 82', 88' · Giugliano 84', 86' | Informe |            |

| VfL Wolfsburg | 0–0     | Slavia Praga |
| ------------- | ------- | ------------ |
|               | Informe |              |

| Slavia Praga | 0–3     | A.S. Roma                                |
| ------------ | ------- | ---------------------------------------- |
|              | Informe | Giacinti 31' · Kollmats 37' · Linari 49' |

| St. Pölten                | 2–8     | VfL Wolfsburg                                                                                  |
| ------------------------- | ------- | ---------------------------------------------------------------------------------------------- |
| Zver 78' · Schumacher 85' | Informe | Lattwein 5' · Hegering 38' · Huth 40' · Pajor 56' · Waßmuth 67' · Wolter 74', 76' · Bremer 85' |

### Grup C
| Pos | Equip              | Pt | J | G | E | P | GF | GC | DG  |
| --- | ------------------ | -- | - | - | - | - | -- | -- | --- |
| 1.  | Arsenal            | 13 | 6 | 4 | 1 | 1 | 19 | 5  | +14 |
| 2.  | Olympique Lyonnais | 11 | 6 | 3 | 2 | 1 | 10 | 6  | +4  |
| 3.  | Juventus           | 9  | 6 | 2 | 3 | 1 | 9  | 3  | +6  |
| 4.  | Zuric              | 0  | 6 | 0 | 0 | 6 | 2  | 26 | -24 |

| FC Zuric | 0–2     | Juventus                   |
| -------- | ------- | -------------------------- |
|          | Informe | Cernoia 71' · Bonansea 85' |

| Olympique Lyonnais | 1–5     | Arsenal                                       |
| ------------------ | ------- | --------------------------------------------- |
| Malard 27'         | Informe | Foord 13', 67' · Maanum 23' · Mead 45+1', 69' |

| Juventus          | 1–1     | Olympique Lyonnais |
| ----------------- | ------- | ------------------ |
| Malard 52' (p.p.) | Informe | Horan 23'          |

| Arsenal                       | 3–1     | FC Zuric   |
| ----------------------------- | ------- | ---------- |
| Nobbs 38' · Hurtig 45+1', 79' | Informe | Piubel 76' |

| FC Zuric | 0–3     | Olympique Lyonnais         |
| -------- | ------- | -------------------------- |
|          | Informe | Malard 4' · Bruun 35', 66' |

| Juventus        | 1–1     | Arsenal     |
| --------------- | ------- | ----------- |
| Beerensteyn 52' | Informe | Miedema 61' |

| Olympique Lyonnais                            | 4–0     | FC Zuric |
| --------------------------------------------- | ------- | -------- |
| Horan 14' · Malard 65', 79' · Cascarino 90+4' | Informe |          |

| Arsenal     | 1–0     | Juventus |
| ----------- | ------- | -------- |
| Miedema 17' | Informe |          |

| Juventus                                                  | 5–0     | FC Zuric |
| --------------------------------------------------------- | ------- | -------- |
| Girelli 2', 45' (pen.), 57', 59' (pen.) · Beerensteyn 25' | Informe |          |

| Arsenal | 0-1     | Olympique Lyonnais  |
| ------- | ------- | ------------------- |
|         | Informe | Maanum 45+2' (p.p.) |

| FC Zuric        | 1–9     | Arsenal                                                                                            |
| --------------- | ------- | -------------------------------------------------------------------------------------------------- |
| Humm 64' (pen.) | Informe | Maanum 18', 32', 51' · Foord 23', 68' · Blackstenius 45+1', 54' · Little 71' (pen.) · Iwabuchi 83' |

| Olympique Lyonnais | 0-0     | Juventus |
| ------------------ | ------- | -------- |
|                    | Informe |          |

### Grup D
| Pos | Equip           | Pt | J | G | E | P | GF | GC | DG  |
| --- | --------------- | -- | - | - | - | - | -- | -- | --- |
| 1.  | Barcelona       | 15 | 6 | 5 | 0 | 1 | 29 | 6  | +23 |
| 2.  | Bayern de Múnic | 15 | 6 | 5 | 0 | 1 | 14 | 7  | +7  |
| 3.  | Benfica         | 3  | 6 | 2 | 0 | 4 | 8  | 21 | -13 |
| 4.  | Rosengård       | 0  | 6 | 0 | 0 | 6 | 3  | 20 | -17 |

| Bayern de Múnic          | 2–1     | Rosengård    |
| ------------------------ | ------- | ------------ |
| Simon 35' · Dallmann 57' | Informe | Kullashi 25' |

| Barcelona | 9–0     | Benfica |
| --- | ------- | ------- |
| Patri Guijarro 1' · Aitana 14' · Oshoala 34', 84' · Mariona 50' · Crnogorčević 65' · Geyse 67', 88' · Clàudia Pina 77' | Informe |         |

| Rosengård   | 1–4     | Barcelona                            |
| ----------- | ------- | ------------------------------------ |
| Holdt 45+2' | Informe | Aitana 30', 41' · Mariona 65', 90+2' |

| Benfica                         | 2–3     | Bayern de Múnic               |
| ------------------------------- | ------- | ----------------------------- |
| Nycole Raysla 42' · Lacasse 59' | Informe | Rall 67' · Stanway 83', 90+8' |

| Barcelona                                 | 3–0     | Bayern de Múnic |
| ----------------------------------------- | ------- | --------------- |
| Geyse 47' · Aitana 59' · Clàudia Pina 66' | Informe |                 |

| Benfica     | 1–0     | Rosengård |
| ----------- | ------- | --------- |
| Lacasse 22' | Informe |           |

| Rosengård   | 1–3     | Benfica                       |
| ----------- | ------- | ----------------------------- |
| Schough 30' | Informe | Lacasse 37', 40' · Raysla 47' |

| Bayern de Múnic                     | 3-1     | Barcelona |
| ----------------------------------- | ------- | --------- |
| Bühl 4' · Magull 10' · Schüller 60' | Informe | Geyse 65' |

| Rosengård | 0-4     | Bayern de Múnic                                            |
| --------- | ------- | ---------------------------------------------------------- |
|           | Informe | Tainara 38' · Lohmann 66' · Stanway 73' · Landenberger 90' |

| Benfica                    | 2-6     | Barcelona                                                                                          |
| -------------------------- | ------- | -------------------------------------------------------------------------------------------------- |
| J. Silva 62' · Lacasse 81' | Informe | Paredes 8' · Clàudia Pina 45+2' · Aitana 48' · Crnogorčević 58' · Seiça 80' (p.p.) · Mariona 90+1' |

| Barcelona                                                                 | 6–0     | Rosengård |
| ------------------------------------------------------------------------- | ------- | --------- |
| Oshoala 10', 16' · María León 45+3' · Rolfö 47' · Marta 50' · Paredes 69' | Informe |           |

| Bayern de Múnic | 2–0     | Benfica |
| --------------- | ------- | ------- |
| Bühl 51', 75'   | Informe |         |

## Fase d'eliminatòries
A la fase eliminatòria, els equips juguen entre ells a doble partit a casa i a fora, excepte la final d'un partit. El mecanisme dels sortejos per a cada ronda és el següent:
- En el sorteig dels quarts de final, els quatre guanyadors del grup van ser cap de sèrie, i els quatre subcampions de grup no ho eren. Els equips cap de sèrie es van sortejar contra els equips que no eren cap de sèrie, amb els equips cap de sèrie acollint el partit de tornada. Els equips d'un mateix grup no es van poder emparellar entre ells.
- També es va fer un sorteig per determinar quin guanyador de la semifinal era designat com a equip "de casa" per a la final (a efectes administratius, ja que es juga en un lloc neutral).

### Quadre
|  | Quarts de final     | Quarts de final | Quarts de final | Quarts de final |   |               | Semifinals | Semifinals | Semifinals | Semifinals |  |  | Final     | Final |
|  |                     |                 |                 |                 |   |               |            |            |            |            |  |  |           |       |
|  | Olympique Lyonnais  | 0               | 2               | 2(3)            |   |               |            |            |            |            |  |  |           |       |
|  | Chelsea (p.)        | 1               | 1               | 2(4)            |   |               |            |            |            |            |  |  |           |       |
|  | Chelsea (p.)        | 1               | 1               | 2(4)            |   | Chelsea       | 0          | 1          | 1          |            |  |  |           |       |
|  |                     |                 |                 |                 |   | Chelsea       | 0          | 1          | 1          |            |  |  |           |       |
|  |                     | Barcelona       | 1               | 1               | 2 |               |            |            |            |            |  |  |           |       |
|  | A.S. Roma           | Barcelona       | 1               | 1               | 2 | 0             | 1          | 1          |            |            |  |  |           |       |
|  | A.S. Roma           |                 |                 |                 |   | 0             | 1          | 1          |            |            |  |  |           |       |
|  | Barcelona           | 1               | 5               | 6               |   |               |            |            |            |            |  |  |           |       |
|  |                     |                 |                 |                 |   |               |            |            |            |            |  |  | Barcelona | 3     |
|  |                     |                 | VfL Wolfsburg   | 2               |   |               |            |            |            |            |  |  |           |       |
|  | Paris Saint-Germain | 0               | 1               | 1               |   |               |            |            |            |            |  |  |           |       |
|  | VfL Wolfsburg       | 1               | 1               | 2               |   |               |            |            |            |            |  |  |           |       |
|  | VfL Wolfsburg       | 1               | 1               | 2               |   | VfL Wolfsburg | 2          | 3          | 5          |            |  |  |           |       |
|  |                     |                 |                 |                 |   | VfL Wolfsburg | 2          | 3          | 5          |            |  |  |           |       |
|  |                     | Arsenal         | 2               | 2               | 4 |               |            |            |            |            |  |  |           |       |
|  | Bayern de Múnic     | Arsenal         | 2               | 2               | 4 | 1             | 0          | 1          |            |            |  |  |           |       |
|  | Bayern de Múnic     |                 |                 |                 |   | 1             | 0          | 1          |            |            |  |  |           |       |
|  | Arsenal             | 0               | 2               | 2               |   |               |            |            |            |            |  |  |           |       |

### Quarts de final
El sorteig d'aparellaments dels quarts de final va tenir lloc a Nyon el 10 de febrer de 2023. L'anada es juga els dies 21 i 22 de març de 2023, mentre que la tornada es juga els dies 29 i 30 de març de 2023.
| Equip 1             | Global        | Equip 2       | Anada | Tornada |
| ------------------- | ------------- | ------------- | ----- | ------- |
| Bayern de Múnic     | 1 - 2         | Arsenal       | 1 - 0 | 0 - 2   |
| Olympique Lyonnais  | 2 - 2 (3–4 p) | Chelsea       | 0 - 1 | 2 - 1   |
| A.S. Roma           | 1 - 6         | Barcelona     | 0 - 1 | 1 - 5   |
| Paris Saint-Germain | 1 - 2         | VfL Wolfsburg | 0 - 1 | 1 - 1   |

### Partits
| Bayern de Múnic | 1–0     | Arsenal |
| --------------- | ------- | ------- |
| Schüller 39'    | Informe |         |

| Arsenal                       | 2-0     | Bayern de Múnic |
| ----------------------------- | ------- | --------------- |
| Maanum 20' · Blackstenius 26' | Informe |                 |

Arsenal guanya 2–1 en el global.
| Olympique Lyonnais | 0–1     | Chelsea    |
| ------------------ | ------- | ---------- |
|                    | Informe | Reiten 28' |

| Chelsea                                  | 1-2 (pr.) | Lyon                                            |
| ---------------------------------------- | --------- | ----------------------------------------------- |
| Mjelde 120+8' (pen.)                     | Informe   | Gilles 77' · Däbritz 110'                       |
| Tanda de penals                          |           |                                                 |
| Mjelde · Kerr · Fleming · James · Carter | 4–3       | Marozsán · Hegerberg · Renard · Däbritz · Horan |

2–2 en el global. Chelsea guanya 4–3 en la tanda de penals.
| A. S. Roma | 0–1     | Barcelona      |
| ---------- | ------- | -------------- |
|            | Informe | Paralluelo 34' |

| Barcelona                                                            | 5-1     | Roma          |
| -------------------------------------------------------------------- | ------- | ------------- |
| Rolfö 11', 45+2' · María León 33' · Oshoala 46' · Patri Guijarro 53' | Informe | Serturini 58' |

Barcelona guanya 6–1 en el global.
| Paris Saint-Germain | 0–1     | VfL Wolfsburg      |
| ------------------- | ------- | ------------------ |
|                     | Informe | Janssen 62' (pen.) |

| VfL Wolfsburg      | 1-1     | Paris Saint-Germain  |
| ------------------ | ------- | -------------------- |
| Alexandra Popp 20' | Informe | Kadidiatou Diani 30' |

VfL Wolfsburg guanya 2–1 en el global.

### Semifinals
El sorteig dels emparellaments per a les semifinals es farà a Nyon el 10 de febrer de 2023 a continuació de la definició dels emparellaments per als quarts de final. L'anada es juga els dies 22 i 23 d'abril de 2022, mentre que la tornada es juga els dies 29 i 30 d'abril de 2023.
| Equip 1       | Global | Equip 2   | Anada | Tornada |
| ------------- | ------ | --------- | ----- | ------- |
| VfL Wolfsburg | 5-4    | Arsenal   | 2-2   | 3-2     |
| Chelsea       | 1-2    | Barcelona | 0-1   | 1-1     |

### Partits
| VfL Wolfsburg              | 2–2     | Arsenal                         |
| -------------------------- | ------- | ------------------------------- |
| Pajor 19' · Jónsdóttir 24' | Informe | Rafaelle 45' · Blackstenius 69' |

| Arsenal                        | 2-3     | VfL Wolfsburg                      |
| ------------------------------ | ------- | ---------------------------------- |
| Blackstenius 11' · Beattie 75' | Informe | Roord 41' · Popp 58' · Bremer 119' |

VfL Wolfsburg guanya 5–4 en el global.
| Chelsea | 0–1     | Barcelona        |
| ------- | ------- | ---------------- |
|         | Informe | Graham Hansen 4' |

| Barcelona         | 1-1     | Chelsea    |
| ----------------- | ------- | ---------- |
| Graham Hansen 63' | Informe | Reiten 67' |

Barcelona guanya 2–1 en el global.

### Final
| Barcelona                     | 3-2     | VfL Wolfsburg       |
| ----------------------------- | ------- | ------------------- |
| Guijarro 48', 50' · Rolfö 70' | Informe | Pajor 3' · Popp 37' |

| Barcelona | VfL Wolfsburg |

| GK               | 1  | Sandra Paños (c)       |       |     |
| RB               | 15 | Lucy Bronze            |       |     |
| CB               | 2  | Irene Paredes          | 90+4' |     |
| CB               | 4  | Mapi León              |       |     |
| LB               | 16 | Fridolina Rolfö        |       |     |
| CM               | 14 | Aitana Bonmatí         | 33'   | 90' |
| CM               | 21 | Keira Walsh            |       | 90' |
| CM               | 12 | Patricia Guijarro      |       |     |
| RF               | 10 | Caroline Graham Hansen |       | 79' |
| CF               | 17 | Salma Paralluelo       |       | 70' |
| LF               | 9  | Mariona Caldentey      |       | 79' |
| Suplents:        |    |                        |       |     |
| GK               | 13 | Cata Coll              |       |     |
| DF               | 3  | Laia Codina            |       |     |
| DF               | 5  | Jana Fernández         |       |     |
| DF               | 8  | Marta Torrejón         |       |     |
| DF               | 22 | Nuria Rábano           |       |     |
| MF               | 11 | Alexia Putellas        |       | 90' |
| MF               | 23 | Ingrid Syrstad Engen   |       | 90' |
| MF               | 30 | Vicky López            |       |     |
| FW               | 6  | Clàudia Pina           |       | 79' |
| FW               | 7  | Ana-Maria Crnogorčević |       | 79' |
| FW               | 18 | Geyse                  |       | 70' |
| FW               | 19 | Bruna Vilamala         |       |     |
| Entrenador:      |    |                        |       |     |
| Jonatan Giráldez |    |                        |       |     |

| GK           | 1  | Merle Frohms             |       |     |
| RB           | 2  | Lynn Wilms               |       | 84' |
| CB           | 4  | Kathrin Hendrich         | 21'   |     |
| CB           | 6  | Dominique Janssen        |       |     |
| LB           | 13 | Felicitas Rauch          |       |     |
| CM           | 5  | Lena Oberdorf            |       |     |
| CM           | 14 | Jill Roord               |       | 71' |
| AM           | 10 | Svenja Huth (c)          |       |     |
| RF           | 23 | Sveindís Jane Jónsdóttir | 77'   |     |
| CF           | 9  | Ewa Pajor                |       | 84' |
| LF           | 11 | Alexandra Popp           | 90+4' |     |
| Suplents:    |    |                          |       |     |
| GK           | 30 | Lisa Weiß                |       |     |
| GK           | 77 | Katarzyna Kiedrzynek     |       |     |
| DF           | 3  | Sara Agrež               |       |     |
| DF           | 24 | Joelle Wedemeyer         |       |     |
| DF           | 31 | Marina Hegering          |       | 84' |
| MF           | 8  | Lena Lattwein            |       | 71' |
| MF           | 17 | Kristin Demann           |       |     |
| MF           | 20 | Pia-Sophie Wolter        |       |     |
| MF           | 29 | Jule Brand               |       |     |
| FW           | 7  | Pauline Bremer           |       | 84' |
| FW           | 21 | Rebecka Blomqvist        |       |     |
| FW           | 28 | Tabea Waßmuth            |       |     |
| Entrenador:  |    |                          |       |     |
| Tommy Stroot |    |                          |       |     |

| Jugadora del partit: Patricia Guijarro (Barcelona) Àrbitres assistents: Michelle O'Neill (República d'Irlanda) Franca Overtoom (Països Baixos) Quart àrbitre: Rebecca Welch (Anglaterra) Cinquè àrbitre: Natalie Aspinall (Anglaterra) Àrbitre assistent de vídeo: Massimiliano Irrati (Itàlia) Assistent de l'àrbitre de video: Sian Massey-Ellis (Anglaterra) Assistent de suport de video: Maria Sole Ferrieri Caputi (Itàlia) | Normes del partit - 90 minuts. - 30 minuts de pròrroga si cal. - Llançaments des del punt de penal si es manté l'empat. - Dotze suplents. - Màxim de cinc substitucions, amb una sisena permesa si hi ha pròrroga. \| Campió de la Lliga de Campions Femenina de la UEFA 2022-23 \| \| ---------------------------------------------------------- \| \| FC Barcelona Segon títol \| |
| Campió de la Lliga de Campions Femenina de la UEFA 2022-23 | |
| FC Barcelona Segon títol | |

## Estadístiques
Les estadístiques exclouen les rondes classificatòries.

### Màximes golejadores
A 3 de juny de 2023 
| Classificació | Jugadora           | Equip               | Gols |
| ------------- | ------------------ | ------------------- | ---- |
| 1             | Ewa Pajor          | Wolfsburg           | 9    |
| 2             | Cloé Lacasse       | Benfica             | 5    |
| 2             | Aitana Bonmatí     | Barcelona           | 5    |
| 2             | Stina Blackstenius | Arsenal             | 5    |
| 2             | Sam Kerr           | Chelsea             | 5    |
| 2             | Frida Maanum       | Arsenal             | 5    |
| 2             | Asisat Oshoala     | Barcelona           | 5    |
| 7             | Melvine Malard     | Olympique Lyonnais  | 4    |
| 7             | Valentina Giacinti | Roma                | 4    |
| 7             | Cristiana Girelli  | Juventus            | 4    |
| 7             | Geyse Ferreira     | Barcelona           | 4    |
| 7             | Mariona Caldentey  | Barcelona           | 4    |
| 7             | Patri Guijarro     | Barcelona           | 4    |
| 7             | Fridolina Rolfö    | Barcelona           | 4    |
| 7             | Caitlin Foord      | Arsenal             | 4    |
| 7             | Kadidiatou Diani   | Paris Saint-Germain | 4    |

### Les màximes assistents
A 3 de juny de 2023 
| Classificació | Jugador                  | Equip              | Assistències |
| ------------- | ------------------------ | ------------------ | ------------ |
| 1             | Aitana Bonmatí           | Barcelona          | 8            |
| 2             | Geyse Ferreira           | Barcelona          | 5            |
| 2             | Guro Reiten              | Chelsea            | 5            |
| 2             | Mariona Caldentey        | Barcelona          | 5            |
| 4             | Manuela Giugliano        | Roma               | 4            |
| 4             | Svenja Huth              | Wolfsburg          | 4            |
| 4             | Melvine Malard           | Olympique Lyonnais | 4            |
| 4             | Stina Blackstenius       | Arsenal            | 4            |
| 9             | Frida Maanum             | Arsenal            | 3            |
| 9             | Kathrin Hendrich         | Wolfsburg          | 3            |
| 9             | Sveindís Jane Jónsdóttir | Wolfsburg          | 3            |
| 9             | Asisat Oshoala           | Barcelona          | 3            |
| 9             | Georgia Stanway          | Bayern de Múnic    | 3            |
| 9             | Ewa Pajor                | Wolfsburg          | 3            |
| 9             | Caroline Graham Hansen   | Barcelona          | 3            |

### Equip de la temporada
El grup d'estudis tècnics de la UEFA va seleccionar les següents jugadores com onze ideal del torneig.
| Pos. | Jugadora               | Equip     |
| ---- | ---------------------- | --------- |
| POR  | Merle Frohms           | Wolfsburg |
| DF   | Lucy Bronze            | Barcelona |
| DF   | Irene Paredes          | Barcelona |
| DF   | Mapi León              | Barcelona |
| DF   | Katie McCabe           | Arsenal   |
| MG   | Aitana Bonmatí         | Barcelona |
| MG   | Lena Oberdorf          | Wolfsburg |
| MG   | Patricia Guijarro      | Barcelona |
| MG   | Caroline Graham Hansen | Barcelona |
| DV   | Alexandra Popp         | Wolfsburg |
| DV   | Ewa Pajor              | Wolfsburg |

### Jugadora de la temporada
- Aitana Bonmatí ( Barcelona)[29]

### Jugadora jove de la temporada
- Lena Oberdorf ( Wolfsburg)[30]